# Dysphania stellata
Dysphania stellata är en amarantväxtart som först beskrevs av Sereno Watson och fick sitt nu gällande namn av Sergej Mosyakin och Steven Earl Clemants. 
Dysphania stellata ingår i släktet doftmållor och familjen amarantväxter. Inga underarter finns listade i Catalogue of Life.